# Université de Melbourne

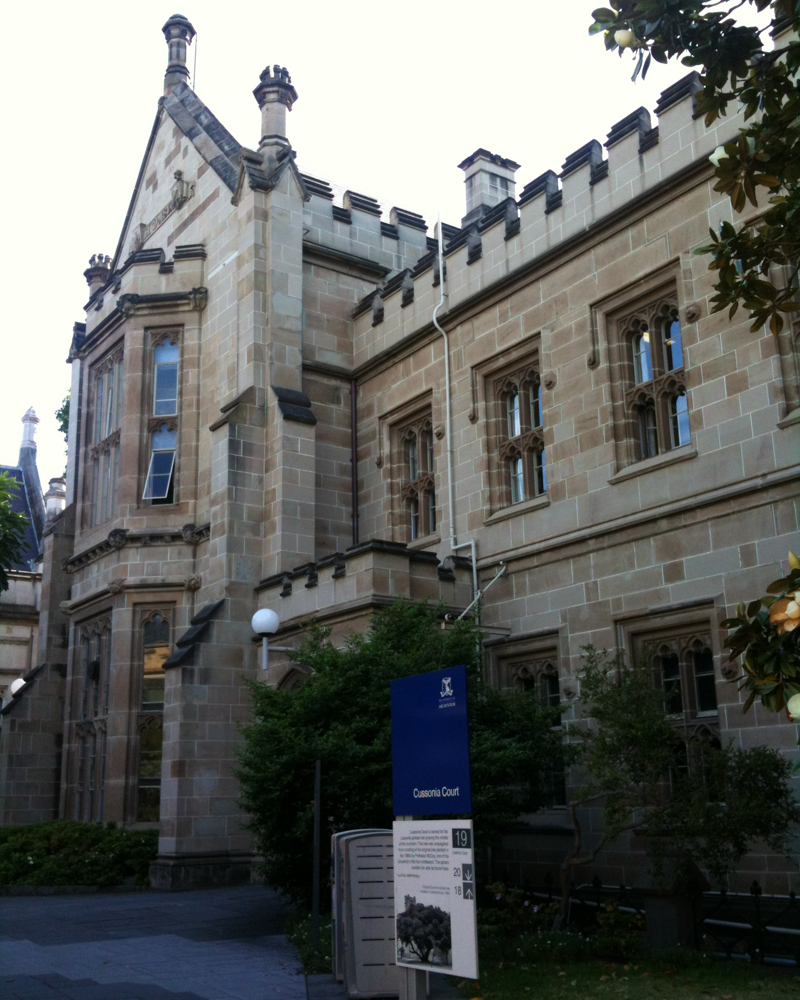
L'ancienne faculté de lettres.

L’université de Melbourne (en anglais, The University of Melbourne) est une université australienne située à Melbourne, la capitale de l'État du Victoria en Australie. C'est la deuxième plus ancienne université d'Australie et la plus ancienne du Victoria. Son principal campus se trouve à Parkville un quartier juste au nord du centre-ville de Melbourne. Il existe d'autres campus répartis dans la ville et d'autres situés en campagne. L'université est membre du Groupe des Huit.
Elle est considérée comme la première université d'Australie et est surtout connue dans les domaines de l'Éducation, du Droit, de la Finance et des Sciences.
Elle compte plus de 40 000 étudiants encadrés par près de 6 000 enseignants.

## Histoire
L'université fut créée par Hugh Childers à la suite d'un vote du Parlement du Victoria du samedi 22 janvier 1853 et les cours commencèrent en 1855 avec trois professeurs et seize élèves. Les premiers bâtiments furent officiellement inaugurés par le vice-gouverneur de l'État, Sir Charles Hotham le 3 octobre 1855. Le premier chancelier, Sir Redmond Barry, occupa le poste jusqu'à sa mort en 1880. 
Au début de sa création, un plan d'ensemble fut créé qui prévoyait de bâtir  l'université en imitation gothique. Ce plan fut respecté jusqu'à la fin des années 1930 puis dans les années 1950, on utilisa un style beaucoup plus moderne pour les nouveaux bâtiments d'où le mélange de styles que l'on retrouve aujourd'hui.
La création de l'université fut rendue possible par la richesse induite par la découverte d'or dans l'État et parce que l'université était censée apporter une influence bénéfique à cette époque de forte augmentation de la population et du commerce. L'université était laïque et il était interdit d'y assurer des cours de théologie (les Églises qui souhaitaient créer des facultés pouvaient s'installer au nord du campus). La population locale rejeta le supposé élitisme de la faculté prôné par ses enseignants préférant l'enseignement de matières « utiles » comme le droit à celle de matières qui apparaissaient superflues comme la littérature classique. La population gagna le débat. Une faculté de droit fut ouverte en 1857 puis une faculté de médecine et des sciences de l'ingénieur en 1860.
Les femmes furent admises en 1881, ce qui fut encore une victoire des habitants de l'État contre la direction de l'université. Les années suivantes virent beaucoup de tension dans l'équipe dirigeante et en 1902, l'université se trouva en faillite après des détournements de fonds pendant plusieurs années par l'intendant, Frederick Dickson, qui fut condamné à sept ans de prison.
Il en résulta une commission d'enquête qui recommanda une nouvelle organisation de la direction et l'extension de l'enseignement à l'agriculture et à l'éducation.

## Facultés
L'université est à l'heure actuelle divisée en dix facultés :
- Faculté d'architecture, Construction et Urbanisme : Faculty of Architecture, Building and Planning.
- Faculté de Sciences Humaines : Faculty of Arts.
- Faculté des sciences économiques et commerciales : Faculty of Economics and Commerce.
- Faculté de l'enseignement : Faculty of Education.
- Faculté des sciences de l'ingénieur : Melbourne School of Engineering (MSE).
- Faculté de droit : Melbourne Law School (MLS).
- Faculté de médecine, chirurgie dentaire et sciences de la santé : Faculty of Medicine, Dentistry and Health Sciences.
- Faculté de musique : Faculty of Music.
- Faculté des sciences : Faculty of Science.
- Faculté des sciences vétérinaires : Faculty of Veterinary Science.